# Бушби, Карл
Карл Бу́шби (англ. Karl Bushby, род. 30 марта 1969, Кингстон-апон-Халл, Йоркшир и Хамбер) — бывший британский воздушный десантник, затем путешественник и писатель. Получил известность как человек, в 1998 году начавший кругосветное пешее путешествие с южной оконечности Южной Америки до Британии, продолжающееся до сих пор. Стал первым человеком, который смог пересечь Берингов пролив пешком по льду и вплавь без каких-либо транспортных средств. Путешествие Бушби получило название «Экспедиция Голиаф» (англ. Goliath Expedition).

## Предыстория
В 1998 году Карл Бушби, прослуживший 12 лет в воздушно-десантных войсках Британской армии, решил предпринять кругосветное путешествие, следуя двум основным правилам: 1. Не возвращаться домой, пока не обойдёт весь мир. 2. Не пользоваться никаким видом транспорта. Его маршрут должен был начаться в Пунта-Аренас на юге Чили, пройти вдоль западного побережья Южной и Северной Америки, через Берингов пролив и далее через всю Евразию до родного города Халл в Англии, где у него остались родители и маленький сын. 
Бушби планировал обойти пешком 25 стран в 36 тысяч миль за 12 лет, однако этому плану не суждено было сбыться из-за затруднений в пути, в том числе связанных с визовыми проблемами в России.

## Путешествие

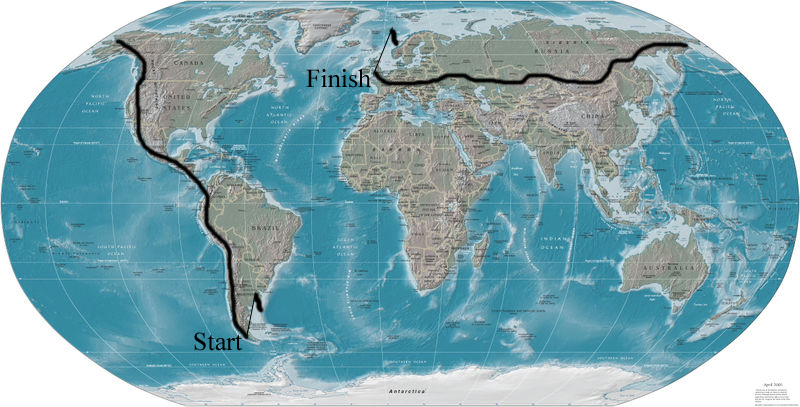
Маршрут «Экспедиции Голиаф»

Бушби стартовал 1 ноября 1998 года из Пунта-Аренас. С собой у него было около 800 долларов, а первые спонсоры появились только позже, когда он прошёл Латинскую Америку. Также Бушби катил за собой тележку, которую назвал «Зверь» (англ. Beast). Позже Бушби называл Дарьенский пробел в качестве наиболее трудного места для перехода, не считая Берингова пролива.
В 2006 году Бушби достиг Берингова пролива, пройдя более 17 тысяч миль и ожидая, что остающиеся 19 тысяч миль он сможет преодолеть к 2012 году. Берингов пролив он пересёк в марте по его замёрзшей части вместе со своим другом Димитри Киффером (Dimitri Kieffer), французским путешественником; переход занял 14 дней. Однако на территории Чукотки они вышли не у погранзаставы, где планировали, а у посёлка Уэлен, и были задержаны; кроме того, оказалось, что для дальнейшего путешествия помимо визы в Россию нужно специальное разрешение. 13 апреля в чукотском поселке Лаврентия начался суд над Бушби и Кифером. Путешественников решили не депортировать, а ограничиться штрафом, однако им всё равно пришлось вернуться на Аляску для нового оформления документов.
Бушби пришлось переждать год на Аляске, после чего он вернулся в чукотское с. Уэлен и продолжил свой путь, несколько раз возвращаясь, когда истекал период 90-дневнего пребывания в России. С конца 2008 по 2010 год Бушби находился в Мексике из-за кризиса с финансированием. В 2011 году он продолжил путешествие, дойдя до Среднеколымска. Затем путешествие было вновь прервано из-за визовых проблем и возобновлено в марте 2015 года. За это время Бушби сходил пешком в посольство России из Лос-Анжелеса в Вашингтон и обратно.
В 2017 году Бушби добрался до Монголии, откуда он запланировал следующий этап маршрута, Steppes To The West («Степями на запад»), рассчитанного на три года. На отдельных этапах путешествия к нему планировали присоединиться два других путешественника, Энджела Максвелл и Джеми Рамси. 
Дальнейший маршрут Бушби пролегал через Синьцзян, Казахстан, Узбекистан и Туркменистан вплоть до границы с Ираном. После начала пандемии COVID Бушби временно вернулся в Мексику, сделав перерыв в путешествии. В августе 2024 года Бушби начал переплывать Каспийское море со стороны Казахстана и через 31 день достиг Азербайджана, что входило в его намерения, так как он хотел избежать попадания в Иран или Россию.

## Книги и фильмы
В 2005 году вышла книга Бушби «Шаги гиганта» (Giant Steps) о своём путешествии; второе издание книги опубликовано в 2007 году и охватывает период до пересечения Берингова пролива.
В интервью 2015 года Бушби сообщил также, что он снимает документальный фильм по заказу National Geographic.